# Pyrococcus woesei
Pyrococcus woesei es una arquea marina hipertermófila. Puede reducir azufre y crece a una temperatura óptima de 100 a 103 °C. Sus células poseen forma de esferoide irregular, alargada y estrechada, similar a Thermococcus celer. Si se cultivan en medio sólido, que tienen mechones de flagelos o pili en un extremo.
Los investigadores Kanoksilapatham et al. propusieron que P. woesei sería una subespecie de P. furiosus.

## Otras lecturas
- Ghasemi A; Salmanian AH; Sadeghifard N; Salarian AA et al. (septiembre de 2011). «Cloning, expression and purification of Pwo polymerase from Pyrococcus woesei». Iranian Journal of Microbiology 3 (3): 118-22. PMC 3279813. PMID 22347593.
- Xiong, Ai-Sheng; Peng, Ri-He; Zhuang, Jing; Li, Xian et al. (18 de septiembre de 2007). «Directed evolution of a beta-galactosidase from Pyrococcus woesei resulting in increased thermostable beta-glucuronidase activity». Applied Microbiology and Biotechnology 77 (3): 569-578. doi:10.1007/s00253-007-1182-7.
- Grzybowska, Beata; Szweda, Piotr; Synowiecki, Jozef (febrero de 2004). «Cloning of the thermostable alpha-amylase gene from Pyrococcus woesei in Escherichia coli: Isolation and some properties of the enzyme». Molecular Biotechnology 26 (2): 101-109. doi:10.1385/MB:26:2:101.